# Ініціаційна документація проєкту
Ініціаційна документація проєкту (англ. Project initiation documentation) - один з найважливіших артефактів в управлінні проектом, який є основою для бізнес-проекту. Документація ініціювання проєкту об’єднує інформацію, отриману під час процесів запуску проєкту та ініціювання проєкту у контрольованому проектному середовищі PRINCE2. Перейменування PRINCE2 у 2009 році «документ» на «документація» вказує на колекцію документації, яка була зібрана до створення проекту, а не на всю інформацію в системі. Ініціативний документ проєкту є орієнтиром протягом усього проєкту як для замовника, так і для команди проєкту. Документ ініціації проекту часто містить наступне:
- Цілі проєкту
- Сфера застосування
- Організація проєкту
- Бізнес-кейс обмеження
- Зацікавлені сторони
- Ризики
- Контроль проєкту
- Структура звітності
- Резюме

Замість ініціаційної документації проєкту можна створити статут проєкту; два типи документів дуже схожі. Але статут проекту менш детальний, що робить його більш придатним для випадків, коли виробники контенту менш доступні.

## Ініціаційна документація проєкту з точки зору PRINCE2
Документація про ініціювання проєкту - це термін PRINCE2, який представляє план підходу в управлінні проектом. Він складається з серії інших документів, у тому числі комерційного обґрунтування, технічного завдання, плану комунікації, реєстру ризиків, допусків проекту, плану проєкту та будь-яких конкретних заходів контролю чи перевірок проекту як частини плану якості відомства або спільний проектний підхід. 
Ініціаційна документація прєекту являє собою детальну версію основного стартового документа проєкту, яка називається проєктним завданням.
Документація про ініціювання проекту об’єднує документацію, щоб сформувати логічний документ, який об’єднує всю ключову інформацію, необхідну для запуску та виконання проєкту на надійній основі. Він має бути переданий усім зацікавленим сторонам, узгоджений і підписаний бізнес-спонсорами. Коротше кажучи, це частина проєкту «хто, чому і що». Він визначає всі основні аспекти проєкту та формує основу для його управління та оцінки загального успіху. Ініціаційний документ проєкту базується на бізнес-обґрунтуванні (якщо воно існує) з використанням інформації та даних аналізу, отриманих під час ініціаційної діяльності.
Загальна частина формальних проєктних методологій, таких як PRINCE2, документ є важливою віхою в ініціюванні процесу проєкту. Це документ, який передається до ради проєкту для підписання для початку проекту.
Ініціативний документ проєкту є орієнтиром протягом усього проєкту як для замовника, так і для команди проєкту.

## Написання ініціаційного документа проєкту

### Призначення
Метою документа про ініціацію проєкту є збір і запис основної інформації, необхідної для правильного визначення та планування проєкту. Документ про ініціювання проєкту має розширювати мандат проєкту та вказувати, на що проєкт спрямований і планує досягти, а також причину важливості досягнення цих цілей. Він також містить список людей, які беруть участь у розробці проєкту від самого початку до його закриття, а також їхні ролі та обов’язки. Ініціаційний документ проєкту також містить дату затвердження проєктної документації проєктною радою. Ініціаційний документ проєкту не оновлюється регулярно на стадіях проєкту. Будь-які необхідні редакції або оновлення слід робити наприкінці кожного етапу, щоб включити детальні віхи для наступних кроків. Ініціативний документ проєкту є основою рішень, прийнятих для проєкту, і це некорисно, коли документ запитується або змінюється на пізнішому етапі без посилання на те, чому, ким і коли.

### Повідомлення про зміст проєкту
Заява про обсяг проєкту є одним із найважливіших розділів документа про ініціацію проєкту. Заява про обсяг проєкту складається з трьох частин: Заява про обсяг проєкту, запропоноване рішення та обсяг для прикладу проєкту. Це частина документа про ініціацію проєкту, де детально пояснюється, що проєкт дає зацікавленим сторонам і клієнтам. Запропоноване рішення пояснює, які інновації, зміни та аспекти проект принесе в навколишнє середовище та суспільство та які зміни та оновлення він спричинить. Опис обсягу проєкту має включати якомога більше деталей, оскільки це допомагає уникнути проблем і запитань у життєвому циклі проєкту (вимоги необхідні для того, щоб досягти успіху в категорії обсягу). Фаза масштабу допомагає керівнику проєкту приймати рішення щодо фінансових аспектів і витрат проєкту.

### Фон проєкту
Фон проєкту встановлює, чому і як проєкт був створений. Фаза 1 проєкту забезпечить необхідну онлайн-функціональність разом із змінами в необхідних бізнес-системах, а фаза 2 забезпечить керування цифровими правами та вставку реклами в реальному часі. Особа, яка зіграла ключову роль у участі в проекті, повинна бути згадана в цьому розділі документа про ініціацію проєкту. Це раціональний спосіб поставити конкретний проєкт вище інших, акцентуючи увагу на участі найбільш активного кандидата команди. Це тому, що хтось важливий у компанії хоче це бачити. Результатом має стати те, що вам будуть доступні ресурси та обладнання для забезпечення реалізації вашого проєкту.

### Припущення, залежності та обмеження
Припущення, залежності та обмеження деталізують документ ініціації проєкту. Ці деталі передбачають перед документуванням вимог до управління проєктом і специфікації бізнес-вимог. Обмеження проєкту в документі про ініціацію проєкту визначає зовнішній вплив, такий як відсутність ресурсів або конкурент (наприклад, інший проєкт).

### Організація та управління
Щоб завершити етап організації, команді необхідно заповнити організаційну схему. Проєкт може бути реалізований міжфункціональною командою з досвідченими представниками кількох відділів, включаючи розробку, інтерактивні засоби, тестування, мережу, інфраструктуру та бізнес-системи, безпеку та маркетинг. Залучення різних областей буде змінюватися в міру просування початкового проєкту. SMG (група вищого керівництва) буде повідомлена про ключові висновки та події.

### План комунікації
Під час усього процесу створення документа про ініціацію проекту керівник проєкту усвідомлює, що він відвідуватиме зустрічі із сторонніми керівниками проектів, провідними архітекторами та керівниками груп, де обговорюватимуться звіти про управління проектом, щотижневі зустрічі проектної групи, двотижневі зустрічі постачальників і тижневу програму відбудуться засідання ради.

### План якості
План якості проєкту зазвичай складається службою забезпечення якості ІТ і визначає аспекти, які будуть надані як частина проєкту (базовий план проєкту, бізнес-вимоги, варіанти використання, дизайн високого рівня, специфікація вимог до програмного забезпечення, сценарії тестування, звіт про тестування, огляд після розробки, оцінки етапів у плані якості проєкту). Служба забезпечення якості також визначає, коли буде проходити оцінка кінцевої стадії (ESA). Це в основному контрольні точки протягом життя проекту, які гарантують, що поставляється якісний продукт. ESA передбачає зустріч, на якій розглядається базовий план проекту, щоб переконатися, що він актуальний і відповідає графіку, звіти про управління проєктом, звіти про контрольні точки робочого потоку проєкту, протоколи зустрічей команди, дії та порядок денний, журнал ризиків і проблем проєкту, а також підказка щодо плану якості.

### Початковий план проєкту
Написання початкового плану документації для ініціації проекту передбачає адекватний перегляд запропонованої дати та відповідних етапів. Часто бізнес-стейкхолдери вимагають здачі проектів у неможливі терміни, що вимагає підкреслення цього факту. У цьому випадку більшість зацікавлених сторін є гнучкими та збираються переглянути дату запуску або скорочення обсягу. Дата повторного запуску або скорочення обсягу повинні бути підкріплені обґрунтуваннями, на основі яких зацікавлені сторони приймають рішення про відстрочення дати запуску. Чим раніше працівник почне будувати такі стосунки із зацікавленими сторонами, тим легше буде пізніше, коли виникнуть більш гострі питання щодо масштабу.

### Контроль проєкту
Існує конкретна кількість розділів, які необхідно завершити з точки зору контролю всього проєкту: засоби контролю проєкту, етапи проєкту та процес винятків. Вони можуть включати фактичні дані та прогнози бюджету, розроблені для кожного фінансового періоду, винятки, які слід передати менеджеру корпоративної програми, перевірки продукту з плану якості, допуски проекту, план зменшення ризиків, визначення ризиків проєкту та плани їх зменшення, журнал проблем, існуючі процеси контролю змін, щотижневий звіт про основні моменти для корпоративної програмної ради, щотижневі зустрічі постачальників, щотижневі зустрічі проєктних команд тощо.

### Початковий журнал ризиків й проблем
Правило говорить, що чим більше ми збираємося взяти на себе зобов’язання, тим більше нам потрібно буде виконати. Стадії проєкту: ініціація, вимоги, проектування, розробка, тестування, запуск проєкту та завершення етапу процесу винятку. Останній етап є найбільш нестабільним, оскільки охоплює, наскільки можуть збільшитися бюджет, час і обсяг проєкту без того, щоб проєкт був змушений перейти до винятку. У ситуації, коли зацікавлені сторони вирішують перемістити проєкт у виняток, необхідно запровадити детальний план винятків, який замінить версії планів проєкту етапів, які використовувалися до винятку. Крім усіх цих додаткових паперів, менеджеру проєкту також доведеться підтримувати проєкт і забезпечити мотивацію своєї команди. Щойно документ про ініціацію проєкту офіційно затверджено, це означає, що є додатковий непередбачений випадок, який необхідно використати, перш ніж переходити до виключення. Це може вплинути на успішну реалізацію проєкту так само, як хороший грошовий потік є ключем до успіху будь-якого бізнесу, що розвивається.
Виділено шість етапів управління ризиками: ідентифікація, оцінка, пріоритезація, планування управління, вирішення та моніторинг, які відбуваються в документі ініціації проєкту.

### Отримання ініціаційного документа проєкту
Останнім етапом написання ініціаційного документа проєкту є схвалення, яке передбачає розсилку всім зацікавленим сторонам у списку розсилки в рамках ініціаційного документа проєкту та іншим зацікавленим сторонам, таким як операції або відділ кадрів для ресурсів, електронною поштою із запитом коментарів. Потім керівництво команди збере коментарі, а потім відбудеться заключна зустріч, на якій зацікавлені сторони збираються обговорити ініціаційний документ проєкту більш детально. Лише після завершення цих етапів ваш документ про ініціювання проєкту матиме достатній стандарт, щоб його затвердили та передали програмній раді для фінансування. Залежно від складності та розміру проєкту етапи будуть завершені в рамках п’яти неформальних і чотирьох офіційних перевірок. Можуть виникнути деякі проблеми, такі як брак ресурсів і фінансів. Вкрай важливо визначити, наскільки пріоритетним є ваш проєкт, перш ніж почати документ про ініціацію проєкту, що допоможе уникнути величезних витрат, якщо проєкт ось-ось опиниться на стадії винятку.

## Характеристика ініціаційного документа проєкту
Указуючи на важливість проєкту, документація про ініціювання проєкту визначає, що це контракт між керівництвом проєкту та спонсором. Метою документації ініціювання проєкту є розуміння передумов проєкту. Правильний формат документації про ініціювання проєкту відображає розуміння передумов, цілей і переваг. Хороший менеджер проєкту зацікавлений не лише в тому, щоб надати результат чи можливість своєму клієнту, він зацікавлений у ширшому контексті та перевагах, які ця здатність зрештою принесе. Документація про ініціювання проєкту визначає, що входить до сфери застосування в рамках проєкту за допомогою блок-схем і структур розподілу продуктів. Ключову роль відіграє визначення обов’язків, що передбачає ролі керівника проєкту, керівника групи, спонсора, постачальника, представника користувачів, зацікавлених сторін і членів керівного комітету.[17]
Існують ключові аспекти, які необхідно розглянути перед початком проєкту та створенням ініціаційного документа проєкту, наприклад: як буде виконано проєкт? Який тип підходу: різноманітні техніки (наприклад, водоспад, гнучка методологія)? Які способи спілкування із зацікавленими сторонами, інформування про ризики, проблеми та зміни.
Для ініціаційного документа проєкту достатньо включити місце, в якому наголошується на основних етапах і заходах проєкту.
Успіх початкового документа проєкту та всього проєкту може спиратися на такі візуальні аспекти, як графіка, як спосіб покращення візуального запам’ятовування проєкту.
Необхідно визначити ризики, перш ніж вони з'являться як проблема в рамках всього проєкту. Проблему можна вирішити шляхом створення списку найвищих ризиків проєктів і того, яких запобіжних заходів необхідно вжити.
Необхідно враховувати фінансову сторону проєкту. Схему документації про ініціювання проєкту необхідно включити разом із будь-якими бюджетними обмеженнями та надати припущення, які використовувала команда під час оцінки, а також докладну інформацію про те, як часто оцінюватимуться оцінки. Важливий аспект має уникати ізоляції, оскільки це може спричинити помилки, такі як орфографія чи жаргон.
Для того, щоб покращити документацію про ініціювання проєкту, можна створити презентацію з визначенням і підкресленням основних моментів.

## Дивіться також
- Бізнес-кейс
- PRINCE2
- Проєктний менеджмент
- Планування проєкту